# Acatalèpsia
Acatalèpsia (del grec α̉-καταλαμβάνειν) en filosofia és el que no pot ser comprès, o la impossibilitat de comprendre o concebre una cosa. Els seguidors de Pirró d'Elis i els escèptics, i encara l'Acadèmia de Plató afirmaven una acatalèpsia absoluta; segons ells tota la ciència humana o coneixement eren només meres elucubracions o versemblances.
És l'antítesi de la doctrina estoica de catalèpsia. Segons els estoics, la catalèpsia era una percepció vertadera, però per als escèptics, totes les percepcions eren acatalèptiques, ço és, no tenien conformitat amb els objectes percebuts, o, en el cas que tinguessin alguna conformitat, mai no es podria saber.